# Ауэршперг, Йоханн Вейкхард фон
Йоханн Вейкхард фон Ауэршперг (нем. Johann Weikhard Fürst von Auersperg; 11 марта 1615, Замок Жужемберг — 11 ноября 1677, Лайбах) — австрийский политический деятель, князь Священной Римской империи (1653—1677), князь Зембицкий (герцог Мюнстербергский) (1654—1677).

## Биография
Представитель старшей линии рода Ауэршперг из Словении. Третий сын графа Дитриха II фон Ауэршперга (2 июня 1578 — 25 августа 1634) и графини Сидонии Галлер фон Галленштайн. 16 сентября 1630 года Дитрих II был возведен в достоинство графа Священной Римской империи. В том же 1630 году Йоханн Вейкхард был отправлен в иезуитский колледж в Мюнхене, а затем, вероятно, он изучал право в Вюрцбургском университете. После смерти отца большую часть владений унаследовал его старший брат, граф Вольфганг Энгельберт (1610 — 28 апреля 1673). Йоханн Вейкхард фон Ауэршперг поступил на императорскую службу, где занимал ряд крупных постов. В 1640 году он стал великим гофмейстером и воспитателем римского короля Фердинанда IV Габсбурга. С 1655 года Йоханн Векхард фон Ауэршперг стал первым тайным советником, министром и советником императоров Священной Римской империи Фердинанда III и Леопольда I. Он также был награжден Орденом Золотого руна. 17 сентября 1653 года он был возведен императором в звании князя Священной Римской империи, а также получил замок и фогтство Вельс в Верхней Австрии.
За особые услуги императорскому престолу 30 июля 1654 года Йоханн Вейкхард фон Ауэршперг получил в наследственное владение от императора Фердинанда III Зембицкое княжество (герцогство Мюнстерберг) в Нижней Силезии. Станы княжества обратились с просьбой к императору об изменении своего решения. Несмотря на получение письма с прошением, император Фердинанд III Габсбург утвердил Йоханна Вейкхарда в звании князя Зембицкого. 17 августа имперские комиссары прибыли в Зомбковице-Слёнске, где представили письмо императора и потребовали от станов собраться на следующий день для принесения оммажа новому сюзерену. Станы, опасавшиеся гнева императора, вынуждены были подчиниться и присягнуть на верность новому герцогу. Станы княжества только получили обещание, что после пресечения мужской линии потомков принца Йоханна Вейкхарад фон Ауэршперга княжество вернется в состав имперских владений, а имперские комиссары заявили о имени нового князя, что он не будет нарушать государственные и национальные привилегии княжества, и ничего не изменит в религиозных вопросах. Ве эти обещания подтвердил представитель нового князя. 18 августа 1654 года станы в Зомбковице-Слёнске принесли ленную присягу на верность новому князю, которую принимал от его имени граф Шаффготш. А в Зембице вспыхнуло восстание. Только после его подавления 22 августа 1654 года совет и мещанство Зембице принесли оммаж новому князю. Сам Йоханн Вейкхард фон Ауэршперг никогда не посещал Зембицкое княжество (герцогства Мюнстерберг).
В 1663 году Йоханн Вейкхард приобрел поместье Тенген в Бадене, которое через год было возведено в ранг графства. В качестве первого министра Священной Римской империи он заключил 19 января 1668 года секретный договор с Францией о разделе Испанской монархии. Этот договор должен был решить вопрос наследства после ожидаемой скорой смерти короля Испании Карла II, последнего из Испанских Габсбургов. На испанский королевский престол претендовали император Священной Римской империи Леопольд I Габсбург и король Франции Людовик XIV, который был женат на сестре Карла II. Секретный договор так и не вступил в силу, потому что испанский король Карл II скончался только в 1700 году в совершенно другой политической ситуации. Йоханн Вейкхард фон Ауэршперг также работал над созданием тройственного союза католических Австрии, Франции и Испании. В 1667 году Йоханн Вейкхард захотел стать кардиналом, получив поддержку императора Леопольда I. Князь Ауэршперг, чтобы ускорить получение кардинальской шапки, также обратился за поддержкой к французскому королю Людовику XIV. Папа римский сообщил императору Леопольду о вмешательстве французского монарха. 10 декабря 1669 года князь Ауэршперг был лишен императором занимаемых должностей и получил приказ покинуть двор. Он даже был приговорен к смертной казни, но приговор так и не был приведен в исполнение. Йоханн Вейкхардл поселился в Крайне. В ссылке он жил в одиночестве, занимался беседами, охотой, балами, рыбалкой и изучением богословия. До конца жизни он надеялся на получение какого-то высокого церковного звания.
В 1673 году после смерти своего старшего бездетного брата, графа Вольфганга Энгельберта фон Ауэршперга, Йоханн Вейкхард унаследовал его владения Готшее (в настоящее время — Кочевье в Словении) и Жужемберк в Крайне.
Йоханн Вейкхард фон Ауэршперг скончался 13 ноября 1677 года в Любляне и был похоронен в семейном склепе в костёле францисканцев в Любляне.

## Семья
23 ноября 1654 года Йоханн Вейкхард фон Ауэршперг женился на Марии Катарине фон Лозенштейн (1635—1691), дочери графа Георга Ахация фон Лозенштейна и графини Франциски фон Мансфельд. Супруги имели в браке трех сыновей и пять дочерей:
- Йоханн Фердинанд (29 сентября 1655 — 6 августа 1705), 2-й имперский князь фон Ауэршперг и князь Зембицкий (герцог Мюнстерберг) (1677—1705)
- Франц Карл (22 ноября 1660 — 6 ноября 1713), 3-й имперский князь фон Ауэршперг и князь Зембицкий (герцог Мюнстерберг) (1705—1713)
- Леопольд (30 июня 1662 — 3 июля 1705), дипломат
- Мария Франциска (1664 — 5 сентября 1739), муж с 1693 года президент Гофкригсрата, граф Генрих Франц фон Мансфельд (1640—1715), князь Фонди
- Терезия (1656—1729), монахиня
- Мария Анна (1666—1704)
- Мария Анна Магдалена (1658—1660)
- Мария Алоизия (1668—1698), монахиня.